# Jerome S. Bruner

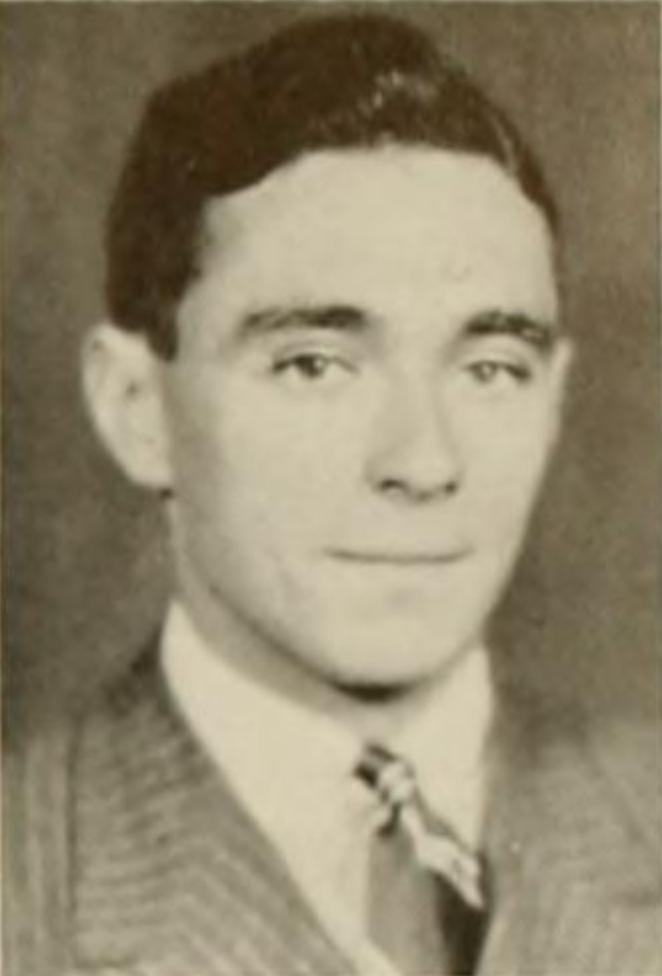
Jerome S. Bruner (1936)

Jerome Seymour Bruner (ur. 1 października 1915 w Nowym Jorku, zm. 5 czerwca 2016 tamże) – amerykański psycholog, syn Hermana i Rose Brunerów, którzy wyemigrowali z Polski.

## Życiorys
W latach 1952–1972 profesor Uniwersytetu Harvarda w Cambridge, USA. W 1962 stworzył wspólnie z G. Millerem Ośrodek Badań nad Procesami Poznawczymi. W latach 1972–1979 profesor uniwersytetu w Oksfordzie, a od 1982 New School for Social Research w Nowym Jorku. Jeden z głównych przedstawicieli współczesnej psychologii poznania. Autor oryginalnych koncepcji dydaktycznych, które nawiązując do wyników badań Brunera nad procesami poznawczymi i rozwojem poznawczym, stanowią próbę zarysowania całościowej, spójnej teorii nauczania. W przetłumaczonej na liczne języki pracy Proces kształcenia przedstawił dynamiczną koncepcję edukacji, podkreślając rolę i warunki pobudzania działalności poznawczej dzieci i młodzieży oraz rozwoju pozytywnej motywacji.

## Dzieła
- A Study of Thinking (1956)
- The Process of Education (1960) (wyd. pol. Proces kształcenia 1964, w serii wydawniczej Omega)
- On Knowing – Essays for the Left Hand (1966) (wyd. pol. O poznawaniu. Szkice na lewą rękę 1971)
- Toward a Theory of Instruction (1966) (wyd. pol. W poszukiwaniu teorii nauczania 1974)
- Studies in Cognitive Growth (1966)
- Processes of Cognitive Growth: Infancy (1968)
- Beyond the Information Given (1973) (Poza dostarczone informacje)
- Children's Talk: Learning to Use Language (1983)
- Actual Minds, Possible Worlds (1986)
- Acts of Meaning (1990)
- The Culture of Education (1996) (wyd. pol. Kultura edukacji 2006)